# Abelia forrestii
Abelia forrestii là một loài thực vật có hoa trong họ Kim ngân. Loài này được Friedrich Ludwig Emil Diels mô tả khoa học đầu tiên năm 1912 dưới danh pháp Linnaea forrestii. Năm 1916 William Wright Smith chuyển nó sang chi Abelia.

## Phân bố
Loài này có tại tây nam tỉnh Tứ Xuyên và tây bắc tỉnh Vân Nam ở Trung Quốc. Nó được gọi là 细瘦糯米条 (tế sấu nhu mễ điều).

## Mô tả
Cây bụi, lá sớm rụng, cao tới 2 m. Các cành có lông tơ dày dặc. Phiến lá hình elip hẹp đến hình mũi mác, 3-7 × 1–2 cm, gốc tù, mép nguyên, đỉnh nhọn. Hoa đơn độc và mọc ở nách lá, đôi khi hình chùy; cuống hoa 3–4 mm; bầu nhụy với 4 lá bắc thẳng ở gốc. Đài hoa ánh đỏ ở quả; lá đài 5, hình mác ngược, 6-8 × 1–2 mm, 3 gân, có lông tơ thưa thớt. Tràng hoa màu trắng đến hồng, hai môi, bên ngoài có lông tơ hay lông tuyến, bên trong lông nhung thưa thớt; ống tràng đến 45 mm, mở rộng ở phần trên, lồi ở đáy; thùy 5, hình cầu, 4–5 mm; môi không có bất kỳ đốm nào. Nhị 4; chỉ nhị dài xấp xỉ tràng hoa; bao phấn hình elip, đến 2 mm. Vòi nhụy lông tơ thưa thớt; đầu nhụy hình đầu, hơi thò ra. Quả bế đến 7 mm, chỏm với 5 lá đài bền và phình to. Ra hoa tháng 5-9, tạo quả tháng 10.

## Môi trường sống
Nơi nhiều nắng trên sườn núi, bụi rậm; ở cao độ 1.900-3.300 m.